# ربیتوه (استان اشوی‌داشکسیه)
ربیتوه (به لهستانی: Rybitwy) یک منطقهٔ مسکونی در لهستان است که در گمینا پووانگتس واقع شده‌است. ربیتوه ۱۶۴٫۳ متر بالاتر از سطح دریا واقع شده‌است.